# Aras (Navarra)
Aras (auch: Tres Aras) ist ein nordspanischer Ort und eine Gemeinde (municipio) mit 155 Einwohnern (Stand: 2024) im Süden der Autonomen Gemeinschaft Navarra.

## Lage und Klima
Aras liegt gut 75 km (Fahrtstrecke) südwestlich von Pamplona bzw. ca. 10 km nordnordöstlich von Logroño in einer Höhe von ca. 635 m. Das Klima ist gemäßigt bis warm; Regen (ca. 604 mm/Jahr) fällt überwiegend im Winterhalbjahr.

## Bevölkerungsentwicklung
| Jahr      | 1970 | 1981 | 1991 | 2001 | 2011 | 2021 |
| Einwohner | 381  | 285  | 232  | 225  | 187  | 153  |

Trotz der Reblauskrise im Weinbau, der zunehmenden Mechanisierung der Landwirtschaft, der Aufgabe bäuerlicher Kleinbetriebe und der daraus resultierenden Arbeitslosigkeit auf dem Lande sind die Bevölkerungszahlen seit der zweiten Hälfte des 20. Jahrhunderts im Wesentlichen stabil geblieben.

## Wirtschaft
Der von den Römern betriebene Weinbau gewann ab dem 19. Jahrhundert an Bedeutung. Hier wird der Rioja produziert.

## Sehenswürdigkeiten
- Marienkirche
- Christuskapelle